# Wolverine Motors
Wolverine Motors war ein US-amerikanischer Hersteller von Automobilen.

## Unternehmensgeschichte
Albert H. Collins, der vorher für Locomobile, Hupp-Yeats Electric Car Company und Staver Motor Company tätig war, und Harry A. Scott gründeten 1917 das Unternehmen in Kalamazoo in Michigan. Im gleichen Jahr begann die Produktion von Automobilen. Der Markenname lautete Wolverine. Das Unternehmen erhielt zumindest eine Zusage von Duesenberg Motors in Elizabeth (New Jersey) über die Lieferung von Walking-Beam-Motoren. Diese Zusage konnte nach dem Kriegseintritt der USA im Ersten Weltkrieg und der darauf folgenden Umstellung von Duesenberg Motors auf Rüstungsaufträge nicht eingehalten werden. Kriegsbedingte Materialknappheit und Transportengpässe aufgrund der niedrigen Priorität von Personenwagen sorgte auch bei Wolverine für Probleme. 1919 endete die Produktion.
Wolverine Auto & Commercial Vehicle Company und Wolverine benutzten den gleichen Markennamen.

## Fahrzeuge
Die Fahrzeuge waren besonders sportlich ausgelegt und sollten mit dem Stutz Bearcat von der Stutz Motor Car Company of America konkurrieren.
Das erste Fahrzeug hatte einen Vierzylindermotor von der Wisconsin Motor Manufacturing Company. Das Fahrgestell hatte 317,5 cm Radstand. Der Aufbau war ein Roadster. Der Neupreis betrug 3500 US-Dollar. Wolverine baute mehrere Prototypen, darunter mit einiger Sicherheit 1918 auch einen Roadster mit Duesenberg-Motor.
Das nächste Fahrzeug entstand erst 1919. Es hatte einen Vierzylindermotor von Rochester-Duesenberg, einer technisch überarbeiteten Lizenzproduktion des Duesenberg-Motors. Hier ist eine Karosserie als Tourenwagen genannt. In einer Auflistung von Fahrzeugen mit diesem Motor, die auch Prototypen und Projekte umfasst, erscheint Wolverine allerdings nicht. Der Motor erschien im Herbst 1919 auf dem Markt. Hersteller war die Rochester Motors Company, Inc. in Rochester (New York), die John North Willys gehörte. Das Triebwerk wurde in Zusammenarbeit mit Fred Duesenberg überarbeitet und serien- und straßentauglich gemacht. Es war bis weit in die 1920er Jahre erhältlich.
Daneben ist in einer Quelle ein Tourenwagen für 3250 Dollar überliefert. Möglicherweise entstand auch eine Limousine. Sie hatten wiederum Motoren von Wisconsin, wie sie auch Stutz verwendete.